# Cruising Yacht Club of Australia
Le Cruising Yacht Club of Australia(CYCA) est un club nautique établi en 1944 à Rushcutters Bay dans l'Eastern Suburbs de Sydney. Il est l'un des yachts club des plus connus pour les courses au large et il est l'hôte de la Sydney-Hobart Yacht Race.
Il dispose d'une marina pouvant accueillir des yachts jusqu'à 30 mètres de longueur et de restaurants cinq-étoiles.

Il compte actuellement un effectif de 2.500 membres.